# Hosszúfaluhegy
 Hosszúfaluhegy (szlovénül: Dolgovaške Gorice) szlovéniai magyarok lakta falu Szlovéniában a Muravidéken. Közigazgatásilag Lendva községhez tartozik.

## Fekvése
Lendvától 1 km-re északra  közvetlenül a magyar határ mellett fekszik.

## Története
A település évszázadokig Hosszúfalu szőlőhegye volt és csak a 20. században lett önálló faluvá. Területe 1644-ig a család kihalásáig volt a Bánffyak birtoka. Ezután a Nádasdy család birtoka lett. 1690- ben Eszterházy nádor több más valaha Bánffy-birtokkal együtt megvásárolta. Ezután végig a család birtoka maradt.
Vályi András szerint " HOSSZÚFALU. Szala Várm. földes Ura H. Eszterházy Uraság, fekszik Alsó Lendvának szomszédságában, mellynek filiája."
Fényes Elek szerint " Hosszúfalu, magyar falu, Zala vmegyében: 184 kath., 4 zsidó lak. F. u. h. Eszterházy. Ut. p. A. Lendva."
Közigazgatásilag Zala vármegye Alsólendvai járásának része volt. 1919-ben a Szerb–Horvát–Szlovén Királysághoz csatolták, ami tíz évvel később vette fel a Jugoszlávia nevet. 1941-ben a Muramentét a magyar hadsereg visszafoglalta és 1945-ig ismét Magyarország része volt, majd a második világháború befejezése után végleg jugoszláv kézbe került. 1991 óta a független Szlovén Köztársaság része. 2002-ben 277 lakosa volt.

## Látnivalók
- Vinarium torony